# 崔呈秀
崔呈秀（1571年—1627年），字鍾嶽，號少華，直隶順天府蓟州籍（今天津市薊州區）山西平阳府絳州人，明朝政治人物，同進士出身。

## 生平
萬曆二十八年（1600年）舉庚子科順天府鄉試九十三名，萬曆四十一年（1613年）登癸丑科进士，都察院觀政，四十四年授行人司行人，四十八年考选，天啓元年除河南道监察御史。天啟初年，巡按淮、揚，任職期間贓私狼籍，官聲極差，并被東林黨人拒絕接納他加入。天啟四年九月，時任左都御使的東林黨人高攀龍以崔呈秀貪污舞弊而彈劾他，吏部尚書趙南星則計劃把他流放邊疆，崔呈秀震駭大驚，於是他決定投靠內廷的權宦魏忠賢，魏忠賢則以中旨宣佈呈秀被誣，最終復其官職，此後崔呈秀一直為魏忠賢之死黨。
後來，崔呈秀依靠魏忠賢而最终担任兵部尚書兼左都御史，見魏忠賢便“直呼為親父”，時人列為天启朝“五虎”之一。他勸魏忠賢定《三朝要典》，盡除東林黨人和其他反對閹黨的正直士大夫，明人朱長祚《玉鏡新譚》說“崔呈秀結交逆璫，殘害多人，其不忠不孝如梟獍，其殘害忠良如豺狼，其貪婪淫穢如狗彘”。而且崔呈秀不光权势日盛，迫害东林党人狠，对阉党内部不跟他一伙的也狠，曾唆使同党弹劾大学士冯铨、吏部尚书王绍徽两人，迫使他们辞职下台。
崇禎初年（1628年）魏黨败，崔呈秀於薊州被梟首示眾，家產亦被朝廷抄沒。

## 亲属
曾祖崔景，庠生。祖父崔榮。父崔九思，儒官。前母王氏，母陳氏。兄毓秀（廪生）。弟崔凝秀，官浙江总兵；崔鍾秀。
娶张氏，繼娶姚氏。子崔拱極、崔拱斗。子崔铎，中顺天乡试，後革除，充军；崔镗，袭锦衣卫指挥使，後革除，因年幼获释；崔钥，袭锦衣卫指挥佥事，後革除，因年幼获释。

## 延伸阅读
[在维基数据编辑]
 《明史卷三百〇六》，出自《明史》